# Rua Santa Cruz
A rua Santa Cruz é uma das principais vias públicas de Paulínia, município brasileiro do estado de São Paulo. Se inicia na Avenida Getúlio Vargas, no bairro Nova Paulínia, passando pelo centro da cidade e terminando na Rua Camaiurás, no bairro Jardim de Itapoan. A rua é sede de inúmeros estabelecimentos comerciais, bem como clínicas e escritórios, principalmente entre as avenidas José Paulino e Getúlio Vargas, que faz parte do bairro Nova Paulínia. Trata-se de uma via coletora que dá acesso a bairros como Monte Alegre e Vila Bressani, apresentando, por isso, tráfego intenso.

## História
A rua teve origem com a abertura dos loteamentos Nova Paulínia e Chácaras Dom Bosco. Esses loteamentos incluiam as ruas 7 e Servidão 4, respectivamente. Posteriormente, em 1965, foi lançado o loteamento Parque Irmãos Pedroso, com a abertura da rua 4. No ano de 1971, a denominação rua Santa Cruz foi atribuída à rua 7 do Nova Paulínia, designação estendida à rua 4 do Parque Irmãos Pedroso e à rua 7 da Subdivisão de Carlos Pazetti e Benedito Dias de Carvalho em 1977; e à Servidão 4 das Chácaras Irmãos Pedrosos, em 1992.